# Rudolice (Most)
Rudolice (německy Rudelsdorf) jsou místní část statutárního města Mostu. Katastrální území se jmenuje Rudolice nad Bílinou. Bývalá obec se rozkládá v nadmořské výšce 230 metrů převážně na levém břehu řeky Bíliny pod jižním svahem kopce Špičák. Napojovala se na jihovýchodní část starého města Mostu. V šedesátých letech 20. století byla část Rudolic zbořena z důvodu výstavby dopravních komunikací. Po výstavbě současného Mostu je zbývající zástavba situována v severovýchodní části města, oddělená železnicí a silnicí I/13.

## Název
Název vesnice je odvozen od osobního jména Rudolf (ve významu ves lidí Rudolfových), které bylo později zaměněno se jménem Rudolt. V historických pramenech se jméno vsi objevuje ve tvarech: in Rudolfsdorf (1298), Rudolfsdorf (1328, 1349), v Rudolci (1502), Rudoltice (1531), Rudelsdorf (1787, 1833) a Rudolice nad Bílinou nebo Rudelsdorf an der Biela.

## Historie

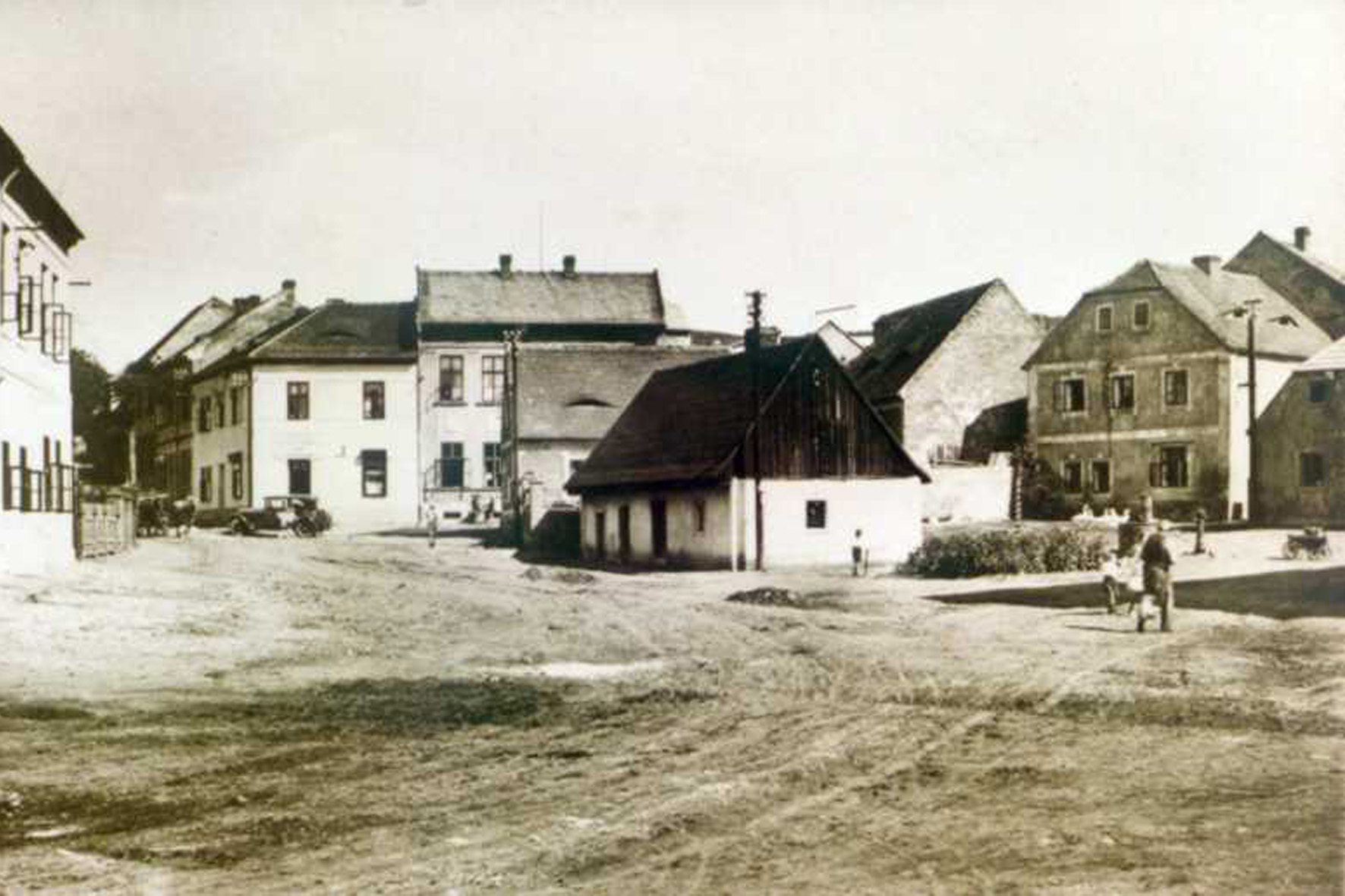
Historický pohled na náves

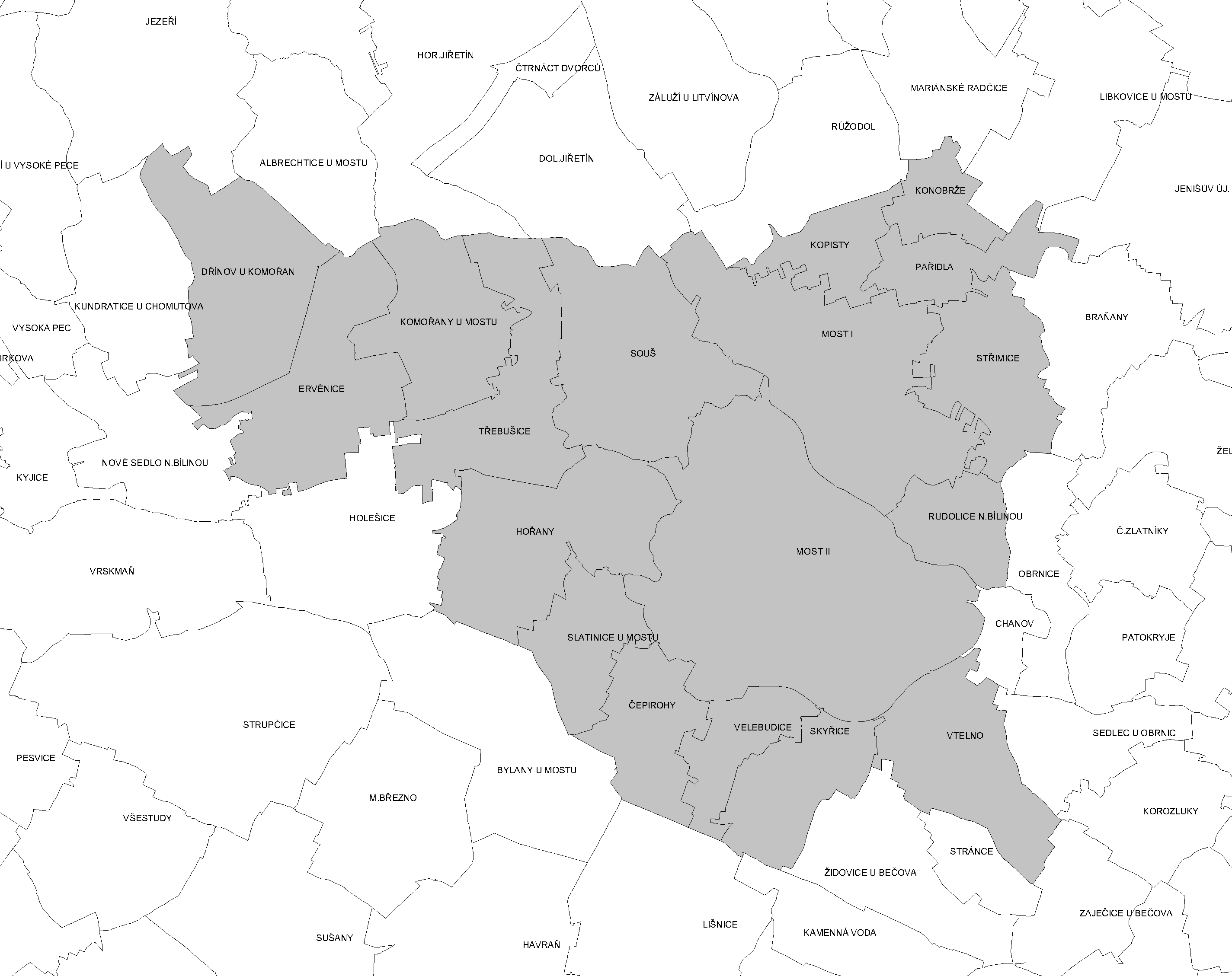
Katastrální území Mostu

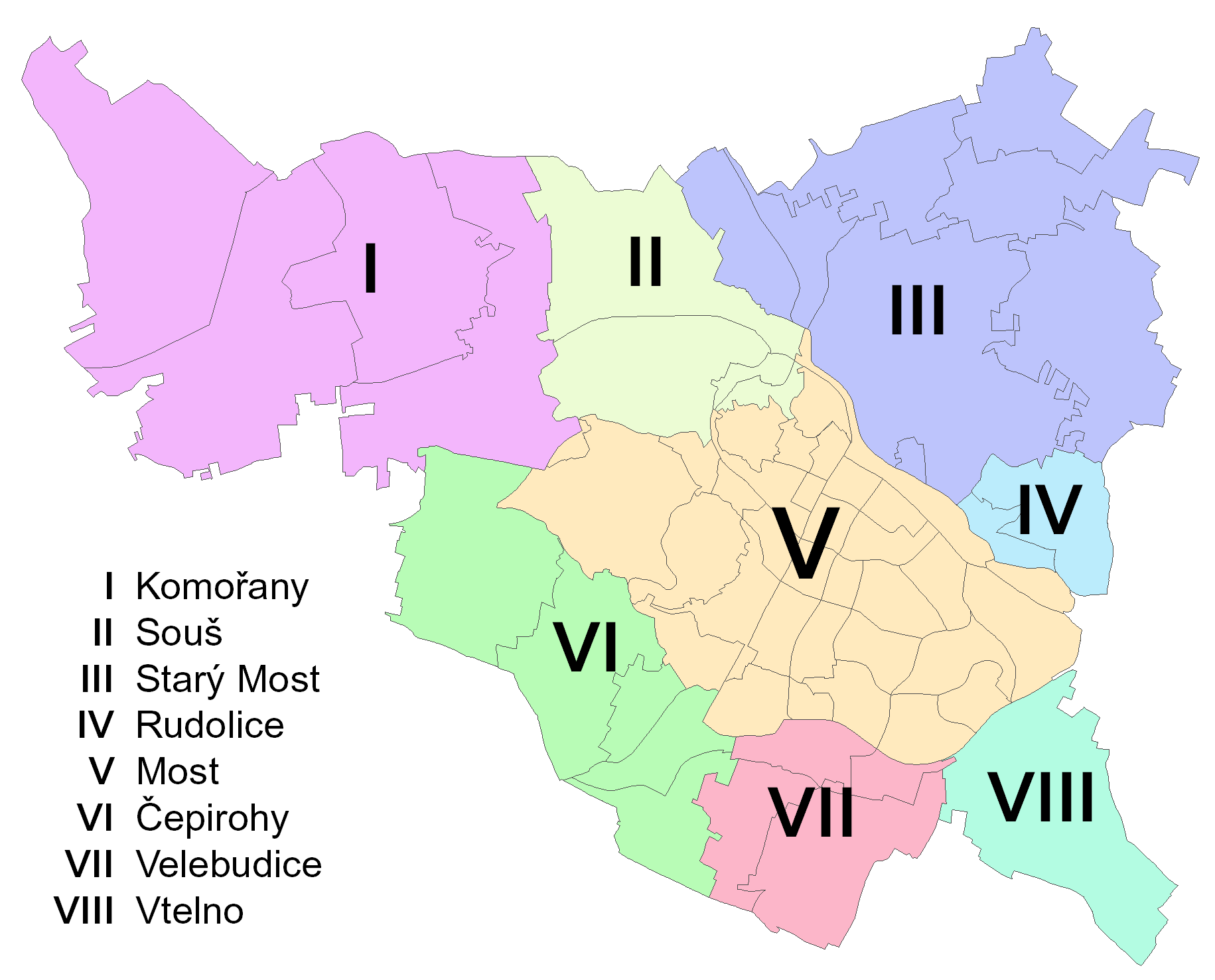
Místní části Mostu

První písemná zmínka o vesnici pochází z roku 1298. Převážná část vesnice se během středověku stala majetkem cisterciáckého kláštera Osek, který je vykoupil převážně od mosteckých měšťanů. Na jižních svazích kopce Špičáku se rozkládaly vinice. Obec zůstala součástí panství kláštera v Oseku až do roku 1848, kdy se Rudolice staly osadou obce Střimice, ovšem spadaly do farního obvodu Vtelno. V Rudolicích se nacházel vrchnostenský dvůr, myslivna a mlýn, které vlastnil osecký klášter.
Největší rozvoj obce probíhal v letech 1921–1930, kdy počet domů vzrostl ze 33 na 170 a počet obyvatel se zvýšil za deset let z 389 na 1279. V obci nebyla dlouhou dobu škola a děti chodily do Vtelna nebo do Mostu. Z důvodu zvýšení počtu obyvatel začalo v roce 1927 vyučování v pobočce mostecké obecné školy chlapecké v Mostě a od roku 1929 se stala samostatnou trojtřídní obecnou školou. Na počátku 20. století se Rudolice odtrhly od Střimic a vytvořily vlastní obec, ovšem v období okupace se staly součástí Mostu. Za druhé světové války byla v obci česká škola zrušena a stala se z ní německá obecná škola. Po skončení války se škola opět obnovila. V té době se také Rudolice opět osamostatnily, ovšem již v roce 1947 byly opět připojeny k Mostu jako jeho část. Po roce 1949 v obci vznikla strojní a traktorová stanice, která zde existovala do roku 1962.
Větší část obce včetně barokní kaple Navštívení Panny Marie z 18. století byla postupně zlikvidována ve druhé polovině šedesátých let 20. století kvůli výstavbě tzv. Mosteckého koridoru a nového mosteckého železničního a autobusového nádraží. Škola s prvním a pátým ročníkem v obci existovala do roku 1969, poté děti chodily do Mostu na 3. základní školu.
V Rudolicích se nachází sběrný dvůr v Šikmé ulici a ve Školní ulici sídlí městský útulek pro zvířata. Na jižním svahu vrchu Špičák byly roku 1977 založeny vinice, zhruba v místech, kde se nacházely již ve středověku.

## Obyvatelstvo
Při sčítání lidu v roce 1921 ve vsi žilo 389 obyvatel (z toho 211 mužů), z nichž bylo 208 Čechoslováků, 159 Němců a 22 cizinců. Kromě 299 římských katolíků z nich bylo sedm evangelíky a 83 bez vyznání. Podle sčítání lidu z roku 1930 měla vesnice 1 279 obyvatel: 809 Čechoslováků, 440 Němců a jeden příslušník jiné národnosti a 29 cizinců. K římskokatolické církvi se hlásilo 782 lidí. Druhou největší skupinou byli lidé bez vyznání, kterých bylo 341. Kromě nich ve vsi žilo 52 evangelíků, sto členů v církve československé, jeden žid a tři členové nezjišťovaných církví.
|                                                               | 1869 | 1880 | 1890 | 1900 | 1910 | 1921 | 1930  | 1950 | 1961 | 1970 | 1980 | 1991 | 2001 | 2011 |
| ------------------------------------------------------------- | ---- | ---- | ---- | ---- | ---- | ---- | ----- | ---- | ---- | ---- | ---- | ---- | ---- | ---- |
| Obyvatelé                                                     | 132  | 283  | 245  | 299  | 318  | 389  | 1 279 | 826  | 839  | 304  | 217  | 150  | 158  | 206  |
| Domy                                                          | 24   | 28   | 29   | 29   | 32   | 33   | 170   | 238  | .    | 76   | 64   | 74   | 67   | 93   |
| Počet domů z roku 1961 je zahrnut v domech místní části Most. |      |      |      |      |      |      |       |      |      |      |      |      |      |      |

## Seznam ulic
- Chanovská
- K Vodárně
- Ke skále
- Ke Špičáku
- Mlýnská
- náměstí Svobody
- Na Výšině
- Školní
- Šikmá

## Pamětihodnosti
Na území Rudolic se nachází torzo vodního mlýna, původně renesanční stavby s barokní a klasicistní přestavbou. Objekt, evidovaný na seznamu kulturních památek, je v havarijním stavu a bez technického vybavení.